# Roland Schmid (Verleger)
Roland Schmid (* 15. Mai 1930 in Radebeul; † 4. Januar 1990 in Bamberg) war ein deutscher Verleger, Herausgeber und Bühnenautor. Er war der jüngste Sohn von Euchar Albrecht Schmid und nach dessen Tod 1951 einer der vier, später drei Gesellschafter des Karl-May-Verlags.

## Leben und Wirken

### Kindheit und Jugend
Roland Schmid war der vierte und jüngste Sohn der Eheleute Euchar A. Schmid und Katharina, geb. Barthel. Roland wuchs zusammen mit seinen Brüdern Joachim (geb. 1922), Wolfgang (geb. 1924) und Lothar (1928–2013) in der Radebeuler Villa auf, die Gustav Röder gebaut hatte und die E. A. Schmid seit 1915 für Familie und Verlag nutzte. 
In einem Brief an Fritz Prüfer schrieb E. A. Schmid im Januar 1944:

„Weihnachten hatten wir das Glück, endlich wieder alle unsre vier Jungens hier zusammen zu sehen. [...] Der 13½jährige Roland bevölkert unser Haus nach wie vor mit Zauberkunststückchen und noch mehr Klavier- und Opernproben.“

Und ein Jahr später in einem Rundbrief an die Freunde des Karl-May-Verlages (KMV):

„Roland, der im Mai 15 Jahre alt wird, bevölkert unser Haus glücklicherweise noch nach wie vor mit Musik und Zauberkunststücken und ist dabei sogar schon öfters in Lazaretten aufgetreten. [...]“

### Übersiedlung in den Westen
Nach Kriegsende verlagerte die Familie Schmid die eigentliche Verlagsarbeit in den Westen Deutschlands. Nach der seit 1. Juli 1947 in Bamberg bereits bestehenden Dependance und dem darauf aufbauenden Joachim Schmid Verlag wurde am 1. Januar 1952 von den drei verbliebenen Söhnen E. A. Schmids, Joachim, Lothar und Roland, der USTAD-Verlag Gebrüder Schmid in Bamberg gegründet. Der Name Ustad (ein persisches Wort für Meister) wurde im Anklang an die gleichnamige Gestalt aus Im Reiche des silbernen Löwen gewählt. Aufgrund des Tods des Vaters 1951 musste der damalige Germanistikstudent Roland sein Studium abbrechen und seine künstlerischen Fähigkeiten und germanistischen Kenntnisse in das gemeinsame Familienunternehmen einbringen.
Mit Vertrag vom 1. August 1959 wurde die geschäftliche Abtrennung der Karl-May-Stiftung vom Karl-May-Verlag in Radebeul vollzogen. Dieser Vertrag ermöglichte die endgültige Übersiedlung des KMV nach Bamberg. Die Verschmelzung mit der Firma Joachim Schmid wurde am 1. Juni 1960 vollzogen. Kurz darauf schied Katharina Schmid als Gesellschafterin des Verlages aus. Am 20. Januar 1962 unterzeichneten Joachim, Lothar und Roland Schmid in München den Hauptvertrag über die Vergabe der Filmrechte: „das drittwichtigste Datum in der Geschichte des Karl-May-Verlags“ nach der Gründung 1913 und der Wiedergründung 1960.

### Tätigkeiten im Karl-May-Verlag
Roland Schmid verantwortete im Karl-May-Verlag die Bereiche Literatur, Herstellung und Karl-May-Forschung. Er fungierte als Bühnenautor und Herausgeber von Karl-May-Werken sowie als Rückbearbeiter von problematischen Werkbearbeitungen und als Erläuterer der Werkgeschichte im umfangreichen Reprint-Programm des Verlages.

#### Bühnenautor
Roland Schmid war als Autor an Ludwig Körners Bearbeitung von dessen Theaterstück „Winnetou“ aus dem Jahr 1928 beteiligt, das 1950 noch einmal für Freilichtbühnen (speziell in Bad Segeberg) eingerichtet wurde. 1958 erschien eine zweite Auflage dieser Textbuch-Variante unter dem Titel: „Winnetou, der rote Gentleman“.
Schmid verfasste darüber hinaus vier weitere Textbücher für Freilichtaufführungen von Karl-May-Werken:
- 1954: Der Schatz im Silbersee (für die Aufführung bearbeitet von Wulf Leisner)
- 1955: Hadschi Halef Omar (gemeinsam mit Wulf Leisner)
- 1956: In den Schluchten des Balkan (gemeinsam mit Wulf Leisner)[6]
- 1974: Das Vermächtnis des Inka (gemeinsam mit Toni Graschberger)[7]

„Bis einschließlich 1973 hatte allein der Karl-May-Verlag das Recht besessen, Textbücher für Karl-May-Festspiele herauszubringen. Es durfte also nur aufgeführt werden, was auch in den ‚Grünen Gesammelten Werken‘ vorkam. Die Brüder Schmid vom Karl-May-Verlag in Bamberg achteten genau auf die Authentizität der aufgeführten Stücke. Erst danach kippte das Privileg und die Stücke wurden zunehmend freier. Für manche eine willkommene Lockerung, für andere zweifelhafte Entfernung von den Romanvorlagen des sächsischen Autors. Dennoch hielt sich die 1974er Inszenierung erfreulicherweise noch recht eng an die gleichnamige Buchvorlage.“

#### Herausgeber
Von 1958 bis 1960 erschienen unter Roland Schmids Herausgeberschaft die bearbeitete Neuauflage des letzten Kolportageromans von Karl May Der Weg zum Glück (GW 66-68), die Neugestaltung eines im Mittelalter angesiedelten Romanfragments Ritter und Rebellen (GW 69) und die Maysche Bearbeitung von Gabriel Ferrys Roman Der Waldläufer (GW 70).

#### Rückbearbeiter
Seit den ersten öffentlichen Äußerungen Arno Schmidts Mitte bis Ende der 1950er-Jahre und dann, nach Unterbrechung durch die Filmwelle, wieder seit Gründung der Karl-May-Gesellschaft 1969 gab es Auseinandersetzungen zum Thema der teils umfangreichen Bearbeitungen der May-Texte durch den Verlag nach dessen Tod. Der Karl-May-Verlag reagierte unter der Ägide von Roland Schmid auf diese Kritik mit der Rückbearbeitung der Bände 28–33 der Gesammelten Werke, die vornehmlich von Hans Wollschläger angeregt und durchgeführt wurden.

#### Erläuterer
Der Karl-May-Verlag kam dem Wunsch der Karl-May-Gesellschaft nach einer kritischen Karl-May-Ausgabe zunächst mit einem umfangreichen Reprint-Programm in den 1970er-Jahren entgegen (darunter die 33 Freiburger Erstausgaben von Fehsenfeld), die meisten davon mit Anhängen aus der Feder Roland Schmids zur Editionsgeschichte und zu Bearbeitungsfragen.
Das Editionsunternehmen des Nördlinger Verleger-Kollegen Franz Greno und seiner beiden Herausgeber Hermann Wiedenroth und Hans Wollschläger, eine „historisch-kritische Ausgabe“ (HKA) der Werke Karl Mays unter dem Reihentitel Karl Mays Werke zu veröffentlichen, hielt Roland Schmid 1987 für „puren Unsinn“. Er verwies darauf, „daß, von wenigen Texten abgesehen, Mays gesamtes Werk in Reprints der frühen Fassungen bereits vorliegt, das meiste davon publiziert von Georg Olms, der Karl-May-Gesellschaft, dem Karl-May-Verlag“. Die HKA wurde erst im Jahr 2007 zum Gemeinschaftsprojekt von Karl-May-Stiftung, Karl-May-Verlag und Karl-May-Gesellschaft.

### Tod
Am 4. Januar 1990 starb der erst 59-jährige Roland Schmid an einem Herzschlag. In Folge beabsichtigten seine Erben und der über 70 Jahre alte Bruder Joachim Schmid, den Verlag komplett in fremde Hände zu veräußern. Der Einzige, der die Familientradition unbedingt fortsetzen wollte, was dann auch gelang, war Lothar Schmid.

## Werke
- Roland Schmid, Ludwig Körner: Winnetou, der rote Gentleman. Schauspiel aus dem Indianerleben nach Karl May's Reiseerzählung, bearbeitet für Freilichtaufführungen, Bad Kissingen: Vertriebsstelle und Verlag Deutscher Bühnenschriftsteller und Bühnenkomponisten 1952[14]; Bamberg: Ustad 2. Auflage 1959.[15]
- Roland Schmid (Bearb.): Karl May: Der Schatz im Silbersee. Abenteuer im Wilden Westen für Freilichtbühnen, Bamberg: Ustad-Verlag 1954, 2. Auflage 1955.[16]
- Roland Schmid, Wulf Leisner: Hadschi Halef Omar. Abenteuer in Nordafrika nach Karl Mays Reiseerzählungen „Durch die Wüste“ – „Merhameh“ – „Allah il Allah“ für Freilichtbühnen bearbeitet, Bamberg: Karl-May-Verlag, 1955, 3. Auflage 1964.
- Roland Schmid, Wulf Leisner: In den Schluchten des Balkan. Textbuch, 1956/1960.[6]
- Roland Schmid, Toni Graschberger: Das Vermächtnis des Inka. Textbuch, 1974.[7]
- Roland Schmid (Hrsg.): 75 Jahre Verlagsarbeit für Karl May und sein Werk 1913–1988 [Festschrift], Bamberg: Karl-May-Verlag 1988.